# Albert Uderzo
Albert Uderzo (født 25. april 1927 i Fisme, Marne i Frankrig, død 24. marts 2020) var en fransk tegneserieskaber med italienske forældre. Han er bedst kendt for sit arbejde med at tegne Asterix, men har også tegnet andre serier som Umpa-pa, begge i samarbejde med forfatteren René Goscinny.
Uderzo tegnede de første 8 album i flyverserien Luftens Ørne til manuskript af Jean-Michel Charlier.
Oprindelig tegnede Uderzo Asterix til Goscinnys manuskripter. Men efter Goscinnys død i 1977 skrev han selv teksterne til serierne (selvom der på forsiderne af disse ofte står "Goscinny og Uderzo").